# متحف الأمازيغ
متحف الأمازيغ في حديقة ماجوريل بمدينة مراكش المغربية متحف مكرس لأمازيغ المغرب ومجتمعاتهم وثقافاتهم وتقاليدهم، من الريف في الشمال إلى الصحراء في الجنوب. يقع المتحف في وسط حديقة ماجوغال، في ستوديو جاك ماجوغال القديم، ويعرض قطع أثرية من الأمازيغ مثل السجاد والأزياء والحلي وإبريق الشاي وغيرها فيحوي المتحف أكثر من أكثر من 600 قطعة أثرية فريدة.
المتحف يغطي مساحة تفوق مئتي متر مربع، ويستقبل أكثر من 140 ألف زوار سنويا. والمتحف نتيجة جهود معماريين وعلماء الإنسان ومؤرخين وباحثين في مجالات أخرى، بمن فيهم الأستاذ أحمد سكونتي.

## مجموعات

### المقدمة إلى الثقافة الأمازيغية

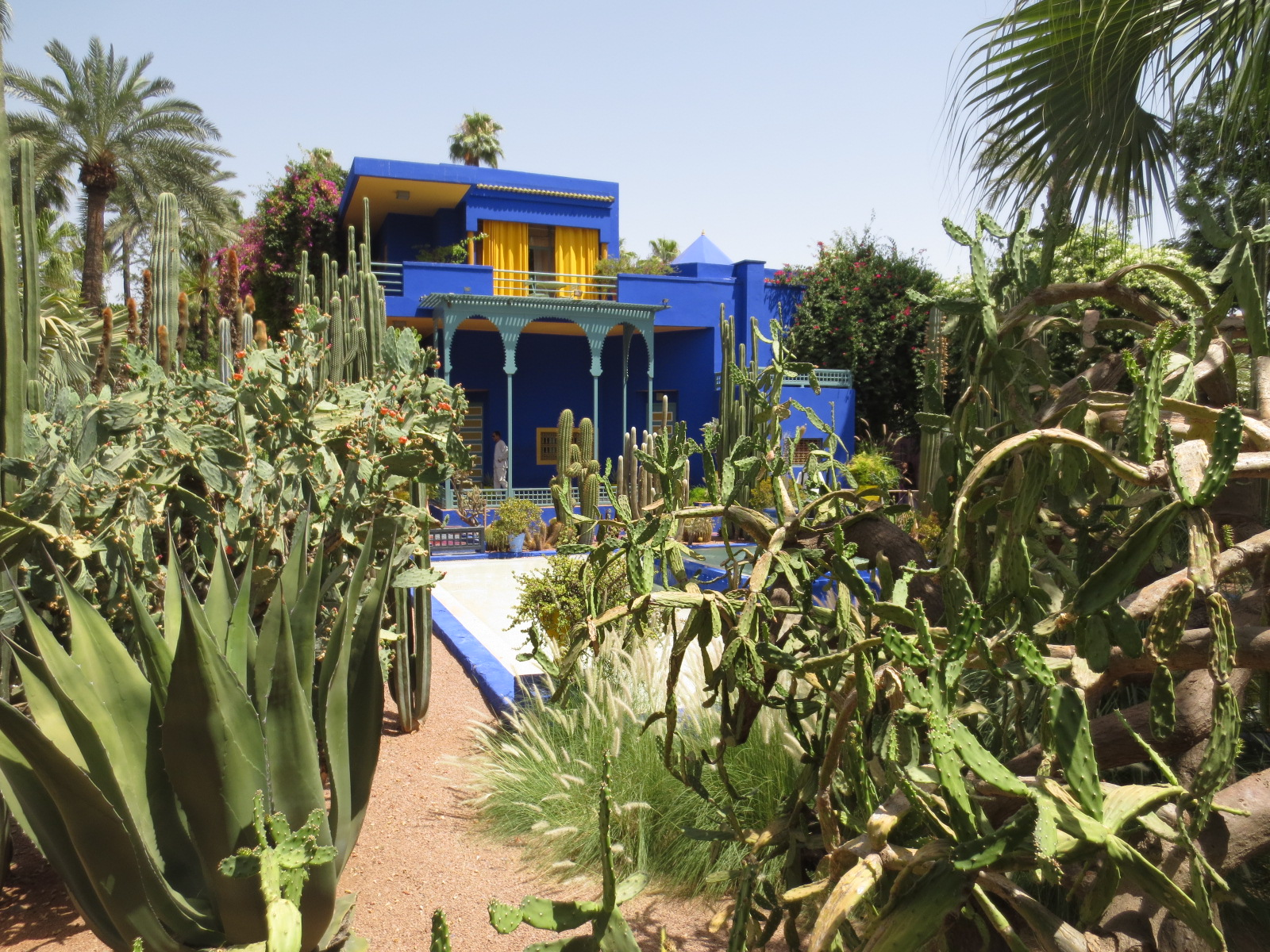
المبني الذي يأوي متحف الأمازيغ في حديقة ماجوغال حاليا كان ستوديو جاك ماجوغال سابقا

هذه القاعة توفر بعض المعلومات عن تاريخ الأمازيغ وتذكر بعض القبائل الكبيرة
.

### الحياة المنزلية والمهارات التقليدية
هذه القاعة ممتلئة بالقطع الأثرية بما فيها حقائب وأدوات الحرف ومعدات تربية النحل ومواد دينية وغيرها.

### الزينة والمجوهرات
هذه القاعة ربما هي أروع قاعة في المتحف فتعرض أزياء النساء الأمازيغيات من قبائل مختلفة في غرفة مضلعية ذات حيطان من المرايا وإضاءتها تخلق تأثير سماء مرصعة بالنجوم.

### الأزياء والحلي
هذا الجزء يعرض بعض الأزياء للقبائل المختلفة.